# ديزيريه كلاري
ديزيريه كلاري (بالفرنسية: Désirée Clary )‏ (و. 1777 – 1860 م) هي ملكة حاكمة من فرنسا، والسويد، ولدت في مارسيليا، توفيت في ستوكهولم، عن عمر يناهز 83 عاماً.